# Krasnoznamensk (Oblast' di Mosca)
Krasnoznamensk (in russo Краснознаменск?) è una cittadina della Russia europea centrale (oblast' di Mosca), situata alcuni chilometri a sud-ovest della capitale, a breve distanza dalla città di Odincovo; dipende amministrativamente dall'oblast' di Mosca.
Città chiusa, conosciuta con il nome di Golicyno-2, fino al 1994, anno in cui ottiene status di città; è sede di un'importante base operativa aerospaziale.

## Società

### Evoluzione demografica
Fonte: mojgorod.ru
- 1996: 25.300
- 2002: 28.044
- 2007: 30.300